# Mirosław Ferić
Mirosław Ferić (Travnik, 17 giugno 1915 – Northolt, 14 febbraio 1942) è stato un militare e aviatore polacco, asso dell'aviazione polacca nel corso della seconda guerra mondiale.

## Biografia

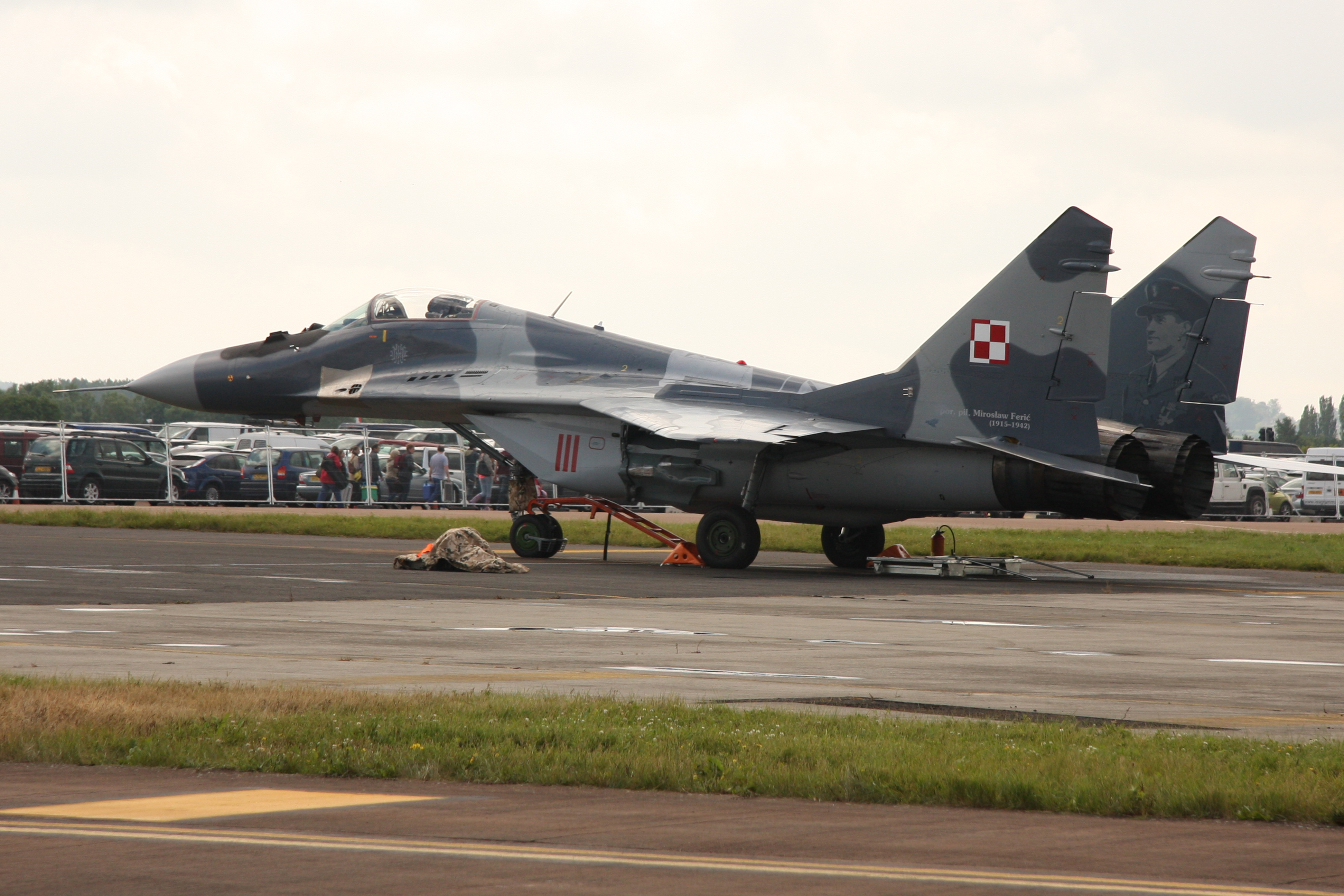
Il caccia Mikoyan-Gurevic MiG-29 Fulcrum dell'aviazione polacca con il ritratto di Mirosław Ferić.

Nacque a Travnik, in Bosnia Erzegovina, allora territorio dell'Impero austro-ungarico, il 17 giugno 1915, figlio di Ivan e Zofia Babińska. Dopo la fine della Grande Guerra, nel 1919 la sua famiglia si trasferì in Polonia, stabilendosi a Ostrowie Wielkopolskim. Frequentata la scuola elementare "Tadeusz Kościuszko", e poi il ginnasio statale maschile, nel maggio 1935 superò l'esame di maturità, seguito da un corso presso la Szkole Podchorążych Piechoty (Scuola cadetti di fanteria) di Różan, fu ammesso a frequantare l'Accademia dell'aeronautica polacca a Dęblin.
Nel 1938 conseguì il brevetto di pilota di caccia, e prestò servizio con la 111 Eskadry Myśliwskiej del III/1 Dywizjonie Myśliwskim del 1 Pułku Lotniczego con il grado di podporucznik pilot.
Dopo lo scoppio della seconda guerra mondiale, nel settembre 1939,  e l'immediato inizio della campagna di Polonia, la 111 Eskadry Myśliwskiej venne assegnata alla Brygada Poscigowa, posta a difesa dell'area di Varsavia. Il 3 settembre il suo caccia PZL P.11c rimase stato gravemente danneggiato in combattimento aereo da un Messerschmitt Bf 110, ma egli riuscì a lanciarsi con il paracadute con successo.
Durante la campagna di settembre, il giorno 8 abbatte, insieme ad altri piloti, un aereo da ricognizione Henschel Hs 126 a Podłęż. 
Il 17 settembre a lui, e ad altri piloti, fu ordinato di portarsi in Romania dove venne internato nel campo di Focsani, ma riuscì a fuggire e si recò in Francia via mare viaggiando dapprima bordo della nave greca Ajos Nikolaos, su cui raggiunse Beirut, e poi sulla francese Ville de Strasbourg con cui raggiunse Marsiglia il 29 ottobre.
Dopo aver seguito un corso per l'addestramento al pilotaggio degli aerei francesi sul campo d'aviazione di Lyon-Bron, venne assegnato alla III Klucza Kominowego al comando di Kazimierz Kuzian, equipaggiata con i caccia Morane-Saulnier MS-406, che ricevette il compito di proteggere le fabbriche aeronautiche intorno alla città di Nantes. Tuttavia egli non partecipò al alcun combattimento aereo, e dopo la caduta della Francia, nel giugno 1940, venne evacuato in Gran Bretagna sbarcando a Liverpool il 23 giugno.
Dopo un corso di addestramento avanzato presso una Operational Training Unit della Royal Air Force fu assegnato al neo-costituito No.303 Polish Fighter Squadron, di stanza presso la base RAF Northolt, equipaggiato con velivoli Hawker Hurricane ed entrò in servizio nel corso della battaglia d'Inghilterra il 31 agosto 1940.
Nel suo primo giorno di combattimento abbatte un caccia Messerschmitt Bf 109 su Biggin Hill. Probabilmente il 2 settembre ne abbatte un altro, ma il suo Hurricane venne danneggiato ed egli fu costretto ad effettuare un atterraggio di emergenza scortato da un altro Hurricane pilotato dal sergente Jan Rogowski.
Il 6 settembre conseguì una nuova vittoria abbattendo un altro Bf 109, e il 15 settembre un Bf 109 e un Bf 110. Il 27 settembre conseguì una nuova doppietta abbattendo un Bf 109 e un bombardiere Heinkel He 111, e il 5 ottobre abbatte un altro Bf 109 su Horsham. Dopo una pausa operativa, lo squadron ritornò in zona di operazioni nel gennaio 1941, equipaggiato con i Supermarine Spitfire per eseguire missioni sulla Francia. 
Il 22 giugno durante una missione di scorta a dei bombardieri riuscì ad abbattere un Bf 109 e il 27 giugno ne danneggiò un altro.  Nel mese di ottobre fu messo a riposo, assegnato per sei mesi in qualità di istruttore presso la Combat Training Unit del No.58 Operational Training Unit a Grangemouth,  ma dopo tre mesi chiese volontariamente di ritornare a un incarico operativo.
Rientrò al suo reparto nel gennaio 1942, ma rimase ucciso il 14 febbraio fu ucciso per un incidente di volo sulla RAF Northolt dopo che il suo Spitfire Mk.VB RF-K (BL432) si disintegrò in volo alla quota di 3.000 piedi (910 m)  a causa dei troppi G a cui era stato esposto nel corso delle manovre acrobatiche.  Il velivolo cadde in vite ed egli vi rimase intrappolato non riuscendo a lanciarsi con il paracadute. Dal 19 febbraio 1942 riposa nel cimitero di Northwood.
Mirosław Ferić è stato l'undicesimo asso dell'aviazione da caccia polacca durante la seconda guerra mondiale con 8 e 2/3 vittorie confermate e 1 probabile. Dal settembre 1939 aveva tenuto un diario personale, che successivamente divenne la storia del No.303 Squadron.

### Annotazioni
1. ↑  Suo padre era un croato, morto durante la prima guerra mondiale, mentre sua madre era una polacca. Entrambi i suoi genitori erano insegnanti.
2. ↑  Altre fonti gli attribuiscono anche un Messerschmitt Bf 110 condiviso, ma questa vittoria non è stata ufficialmente accreditata.

### Fonti
1. 1 2 3 4 5 6 7 8 9 10 11 12 13 14 15 16 17  Polish Air Force.
2. ↑  Krzystek 2012, p. 176.
3. ↑  Pawlak 2009, p. 177.
4. ↑  Sikora 2014, p. 113.
5. ↑  Pawlak 1991, p. 24.
6. ↑  Pawlak 1991, p. 26.
7. ↑  Sikora 2014, p. 214.
8. ↑  Zieliński 1994, p. 38.
9. ↑  Zieliński 2009, p. 6.
10. ↑  King 2012, p. 92.
11. ↑  Sikora 2014, p. 215.
12. ↑  Bristow 2005, p. 70.
13. ↑  CWGC Record
14. ↑   Myśliwce z portretami wybitnych pilotów, su polska-zbrojna.pl. URL consultato il 6 gennaio 2021.